# نشاط طلابي
النشاط الطلابي هو عمل يقوم به الطلبة لإحداث تغيير سياسي، اقتصادي، بيئي، أو اجتماعي أو غيره. كما أنه قد يشمل التأثير على التعليم، مثل زيادة مشاركة الطلاب في صياغة المناهج أو زيادة الإنفاق على التعليم العام.
هو البرنامج الذي تنظمه المدرسة جنباً إلى جنب مع البرنامج التعليمي، والذي يقبل عليه الطالب برغبة، ويزاوله بشوق وميل تلقائي بحيث يحقق أهدافاً تربويةً معينةً، سواء ارتبطت هذه الأهداف بتعليم المواد الدراسية أم باكتساب خبرة أو مهارة أو اتجاه علمي أو عملي في داخل الفصل أو خارجه، وفي أثناء اليوم الدراسي أو بعد انتهاء الدراسة على أن يؤدي ذلك إلى نمو في خبرة الناشئ، وتنمية مواهبه وقدراته واهتماماته في الاتجاه المرغوب فيها

## أهداف النشاط المدرسي ووظائفه
يجمع المربون على أهمية النشاط المدرسي في رفد العملية التربوية والكشف عن ميول الطلاب وتنمية مهاراتهم وتفجير قدراتهم حتى أصبح هذا النشاط جزءاً مهما من المناهج الدراسية يخصص له ما يكفي من الوقت والإمكانات بتحقيق أهدافه التربوية والثقافية والعلمية والاجتماعية ويهدف النشاط المدرسي في مراحل التعليم المختلفة إلى:
1. تهيئة مواقف تربوية محببة إلى نفس التلميذ، ويمكن من خلالها تزويده بالمعلومات والمهارات المراد استيعابها وتعلمها تحقيقا لأهداف المنهج المدرسي المقرر.
2. تعميق أثر الخبرات التعليمية في الحياة التعليمية
3. اكتشاف المواهب والعمل على تنميتها وتوجيهها في الاتجاهات السليمة.
4. علاج بعض الحالات النفسية التي يعانيها بعض الطلاب مثل: الخجل والتردد والانطواء على النفس.
5. ربط الحياة المدرسية بالحياة الاجتماعية.
6. تدريب الطلاب على حب العمل واحترام العاملين، وتقديرهم.
7. تدريب الطلاب على الانتفاع بوقت فراغهم فيما يفيدهم، وفى ذلك وقاية لهم من التعرض للانحراف.
8. تنشئة التلاميذ على تخطيط العمل وتنظيمه وتحديد السؤولية.
9. تنشئة الطلاب على العمل التعاوني والروح الرياضية.

## كندا
في كندا، عدد من منظمات اليسار الجديد ظهرت في أواخر الخمسينات والستينات من القرن العشرين. كان ثمة مجموعات مسيطرة من اليسار الجديد في كندا، أهم منظمتين سياسيتين كانتا «اتحاد الطلبة للسلام» (بالإنجليزية: Student Union for Peace Action (SUPA))‏ و«الرفاق الكنديون الشباب» (بالإنجليزية: Company of Young Canadians)‏. كانت المنظمة الأولى مهتمة بردكلة وزيادة الوعي بخصوص «الفراغ الجيلي» الذي يعيشه الشباب الكندي. كانت المنظمات الشبابية المتمردة في كندا تعرف باهتمامها برعاية مناقشات فكرية على نطاق واسع. على سبيل المثال، كانت تناقش مسألة من سيمثل نضال عامة الناس من أجل بناء بلد اشتراكي، بعد أن اندمجت الطبقة العاملة في النظام الرأسمالي.
منذ السبعينات، أدت الاستفتاءات الشعبية التي تقدمت بها اتحادات الطلبة في كندا إلى تأسيس «مجموعات أبحاث مصلحة العامة» (بالإنجليزية: Public Interest Research Groups)‏ التي يديرها الطلبة. بالإضافة إلى إنشاء «تحالف الطلاب المناهض للحرب» (بالإنجليزية: 
The Student Coalition Against War)‏، الذي ركز على إصلاح التعليم العام، والاهتمام بالنشاط اللاعنفي، والإصلاح بشكل عام.

## أوروبا الشرقية ودول الاتحاد السوفييتي السابقة
إبان الحكم الشيوعي، كان الطلبة في أوروبا الشرقية وراء عدد من حالات الاحتجاج. سلسلة الأحداث التي قادت إلى الثورة الهنغارية عام 1956 بدأت بمظاهرات طلابية سلمية في شوارع بودابست، التي جذبت العمال وغيرهم من الشعب الهنغاري. في تشيكوسلوفاكيا، أحد أهم الأسماء في الاحتجاجات التي تبعت الغزو السوفييتي الذي أنهى «ربيع براغ» (بالإنجليزية: Prague Spring)‏ كان جان بالاخ (بالإنجليزية: Jan Palach)‏، الطالب الذي انتحر بإحراق نفسه في 16 يناير 1969. كانت تلك الحادثة من أهم الأمور التي أشعلت شرارة الاحتجاجات ضد الاحتلال.
مثال آخر يتجلى في «المقاومة الصربية» أوتبور التي تشكلت في 1998 ردا على قوانين الكبت التي شملت الجامعات والإعلام. في سبتمبر 2000، شنت المنظمة حملة «لقد انتهى»، بالصربية: Gotov je، التي عبرت عن تذمر الصرب من سلوبودان ميلوسيفيتش، والتي ساهمت في النهاية في هزيمته.

## فرنسا
في فرنسا، لطالما كان النشاط الطلابي مؤثرا في تشكيل ماهية نقاش عامة الشعب. في مايو 1968، أغلقت أبواب جامعة باريس في نانتير (بالإنجليزية: Nanterre)‏ على إثر مشاكل بين الطلاب والإدارة. للتعبير عن احتجاجهم على طرد طلبة جامعة باريس، تظاهر طلاب السوربون في باريس. تطور الأمر إلى تمرد شعبي شارك فيه الطلبة بكافة توجهاتهم السياسية.
أحداث باريس تلك تبعتها مظاهرات شملت أنحاء شتى من العالم. شاركت حركة الطلبة الألمان في التظاهر ضد قوانين الطوارئ التي كانت مطروحة للنقاش آنذاك. في كثير من البلدان، كانت السلطات تتعامل بعنف مع مظاهرات الطلبة. ففي أسبانيا، اندلعت اشتباكات بين طلبة متظاهرين ضد دكتاتورية فرانكو وأفراد الشرطة. وفي ميكسيكو سيتي، انتهت مظاهرة طلابية عشية الثاني من أكتوبر، 1968 بوابل من الرصاص، في حادثة عرفت بعدئذ بمذبحة تلاتيلوكو (بالإنجليزية: Tlatelolco massacre)‏. حتى في باكستان، خرج الطلبة إلى الشوارع للاحتجاج على تغييرات في سياسة التعليم، ونتج عن ذلك إطلاق رصاص من الشرطة على الطلاب.

## الصين

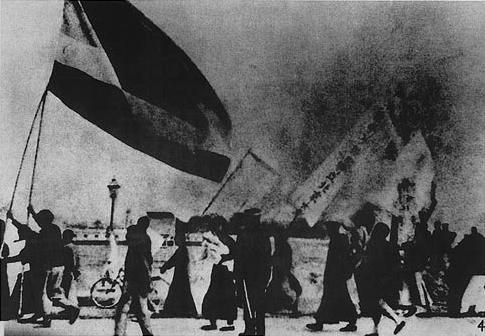
تظاهرات طلابية في ميدان تيانمين 1919

شهدت الصين تظاهرات في ميدان تيانمين عام 1989 كان يقودها طلبة ناشطون بمعية مجموعات سياسية كانت تهدف إلى جلب الديموقراطية للصين. انتهى الحال بتلك المظاهرات إلى قمع حكومي وحشي أطلق عليه لاحقا مذبحة ميدان تيانمين.

## أندونيسيا
لعبت مجموعات الطلبة دورا هاما في إسقاط حكومة سوهارتو (بالإنجليزية: Suharto)‏ عام 1998 وذلك بالمبادرة بتنظيم مظاهرات حاشدة عبرت بدورها عن الاستياء الشعبي من الرئيس. كان طلبة الثانويات العامة والجامعات في جاكرتا، ويوغياكارتا (بالإنجليزية: Yogyakarta)‏، وميدان (بالإنجليزية: Medan)‏، ومناطق أخرى، كانوا من أوائل المجموعات التي جهرت بمعارضتها ل الحكومة العسكرية. بعد سقوط حكومة سوهارتو، قدم الرئيس ب.ج. حبيبي الذي استلم الحكم بعد سوهارتو، عروضا لاسترضاء مجموعات الطلبة التي عملت على إنهاء ذلك الحكم الدكتاتوري، وذلك من خلال مقابلة زعماء أولئك الطلبة، وعوائل الطلبة الذين قتلتهم قوات الأمن أثناء المظاهرات.

## إيران
في إيران، ما برح الطلبة يحتجون ويتظاهرون، سواء ما قبل 1979 لمناهضة حكم الشاه، أو في السنوات الأخيرة، لمناهضة الجمهورية الثيوقراطية الإسلامية. في يناير 1978، فرق الجيش طلبة متظاهرين وزعماء دينيين، ونتج عن ذلك قتل عدد من الطلبة وإشعال شرار سلسلة من المظاهرات التي تمخضت عنها الثورة الإسلامية في إيران بعد ذلك بحوالي سنة.
في الآونة الأخيرة، شهدت إيران عددا من الحوادث التي اشتبك فيها طلبة لبراليين مع النظام الإيراني، وكان أشهرها أحداث الشغب التي قام بها الطلبة في يوليو 1999. في تلك الحادثة، قتل عدد من الطلبة على مدى أسبوع من المواجهات العنيفة التي بدأت بغارة شنها أفراد الشرطة على مبنى سكن جامعة، ردا على مظاهرات قامت بها مجموعة من الطلبة في جامعة طهران احتجاجا على إغلاق جريدة إصلاحية.اتهمت المعارضة مشاركة اللواء سيد محمد حجازي بقمع المظاهرة. وبعد هذا الحدث، حكم على أكبر محمدي بالإعدام، وخفف الحكم بعدها إلى 15 سنة سجن، وذلك لاشتراكه في الاحتجاجات. في 2006، مات في سجن إيفين بعد إضراب عن الطعام احتجاجا على منعه من قبل السلطات من الحصول على مساعدة طبية لعلاج الإصابات التي تعرض لها في السجن بسبب التعذيب.
بنهاية عام 2002، خرج الطلبة في مظاهرات حاشدة للاحتجاج على إنزال عقوبة الإعدام بالمحاضر الإصلاحي هاشم أغاجاري بسبب تجديفه. وفي يونيو 2003، خرج آلاف الطلبة الإيرانيين إلى الشوارع في احتجاجات مناهضة للحكومة، بسبب خطط الحكومة بشأن خصخصة بعض الجامعات. وفي عام 2005، شهدت إيران أكبر مظاهرة طلابية، حين رعى «مكتب تعزيز الوحدة» (بالإنجليزية: The Office to Consolidate Unity)‏ تلك المظاهرة تأييدا لمقاطعة التصويت في الانتخابات الرئاسية الإيرانية.

## الولايات المتحدة
في الولايات المتحدة، يفهم النشاط الطلابي على أنه يسعى إلى إصلاح النظام التعليمي الأمريكي. أول توثيق للنشاط الطلابي كان بإنشاء «كونغرس الشباب الأمريكي» (بالإنجليزية: The American Youth Congress)‏ في واشنطن في ثلاثينات القرن العشرين، الذي رده أعضاء الكونغرس الأمريكي من أجل مناهضة العنصرية، وإيجاد برامج للشباب. كانت إليانور روزفلت، زوجة الرئيس الأمريكي آنذاك، من أهم المشجعين لذلك النشاط الطلابي.
في الستينات أسبغ على النشاط الطلابي الطابع السياسي. حدث أكبر إضراب طلابي في تاريخ أمريكا في مايو ويونيو 1970، احتجاجا على حادثة إطلاق النار في كنت ستيت (بالإنجليزية: the Kent State shootings)‏، وعلى غزو كمبوديا من قبل أمريكا.
في أوائل التسعينات، ومع تأثيرات اللبرالية الجديدة على الحياة الأمريكية، ازداد النشاط الطلابي للتركيز على التأثير السلبي من جهة الجيش والشركات الكبرى على قطاع التعليم. كما اهتم النشاط الطلابي أيضا بموضوع الإنفاق على مدارس التعليم العام، والحد من رسوم الجامعات، ومشكلة استغلال العمالة في صنع اللوازم المدرسية، وزيادة مشاركة الطلبة في صنع القرارات المتعلقة بالتعليم. كما أن هنالك محاولات لزيادة الوعي بالاحتباس الحراري. بسبب الأحداث السياسية الهامة التي حدثت في مستهل القرن الواحد والعشرين، زاد النشاط الطلابي المناهض للحروب، ونتج عن ذلك تأسيس «شبكة الحرم الجامعي لمناهضة الحروب» (بالإنجليزية: Campus Antiwar Network)‏ وإعادة تمويل جمعية «طلبة من أجل مجتمع ديموقراطي» (بالإنجليزية: SDS)‏ في عام 2006 التي كانت قد أنشئت في الستينات وانتهى نشاطها بعد ذلك بفترة بعد أن أصاب النشاط الطلابي الفتور.

## المملكة المتحدة
تمخضت مطالب الطلبة بشكل عام في المملكة المتحدة بما عرف ب «الاتحاد الوطني للطلبة» (بالإنجليزية: National Union of Students)‏ المتأسس عام 1921. بيد أن الاتحاد صمم من أجل أن يناقش أمور خارج إطار «الاهتمامات السياسية والدينية»، وبذلك قلت أهميته كمركز للنشاط الطلابي. ولكن، في ثلاثينات القرن العشرين بدأ الطلبة بالاشتراك في قضايا سياسية بعد أن تشكلت تجمعات اشتراكية غير قليلة في الجامعات، من اشتراكية ديموقراطية إلى ماركسية-لينية إلى تروتسكية، حتى أن براين سايمون (بالإنجليزية: Brian Simon)‏، شيوعي، أصبح رئيسا لاتحاد الطلبة.
لكن، لم يصل النشاط الطلابي إلى ذروته إلا مع عقد الستينات. في تلك الأثناء، كما العديد من البلدان، أضحت حرب الفيتنام وقضايا العنصرية محط أنظار الكثيرين. في عام 1962، خرج الطلبة في أول مظاهرة احتجاج على حرب الفيتنام. في 1965، تظاهر 250 طالب أمام مبنى السفارة الأمريكية في إدنبورغ.
في عام 1966 تشكل «تحالف الطلبة الراديكاليين»(بالإنجليزية: Radical Student Alliance)‏ و«حملة التضامن مع الفيتنام» (بالإنجليزية: Vietnam Solidarity Campaign)‏، والذين أصبحا مركزين هامين في حركات الاحتجاج. أول إضراب جلوس sit-in كان في كلية لندن للاقتصاد (بالإنجليزية: London School of Economics)‏في سنة 1967 برعاية اتحاد الطلبة احتجاج على طرد طالبين. ثمة أمرين يجب الإشارة إليهما بالنسبة إلى النشاط الطلابي في المملكة المتحدة. أولا، أغلب الطلبة البريطانيين كان لديهم إيمان بالنظام الديموقراطي في بلدهم وكانت السلطات تعلم بأنها لا يجدر بها أن تكون قاسية معهم، لذا كانت أغلب المظاهرات سلمية ومنظمة بشكل جيد. ثانيا، كانت الكثير من الاحتجاجات تتعلق بشؤون محلية، كمسألة تمثيل الطلبة في إدارة الجامعة أو الكلية، تخفيض الرسوم الدراسية، أو حتى تخفيض أسعار كافتيريا الجامعة.. الخ.

## مصر
تنقسم الاتحادات الطلابية في مصر إلى:
- الاتحادات الطلابية في المدارس
- الاتحادات الطلابية في الجامعات

تعتبر الاتحادات الطلابية في المدارس هي الوسيلة الشرعية لممارسة النشاط الطلابي داخل اسوار المدارس المصرية. وتنص الائحة الطلابية لطلاب المدارس على طرق الانتخاب والتكوين المؤسسي للإتحادات الطلابية.
تتم انتخابات الفصل داخل المدرسة لاختيار:
- مقرر اللجنة الرياضية
- مقرر اللجنة الاجتماعية
- مقرر اللجنة الفنية
- مقرر اللجنة العلمية
- مقرر اللجنة الثقافية الدينية

يكون جميع طلاب الفصل الواحد اتحاد طلاب الفصل، وذلك على مستوى الفصل. ويتم انتخاب أمين الفصل وأمين مساعد الفصل
يكون أمين الفصل وامين مساعد الفصل وباقي مقررين اللجان مجلس اتحاد طلاب الفصل الذي يعمل على تنفيذ النشاط للفصل وبحث مشاكل الفصل ومتطلباته مكون من (خمس مقررين للأنشطة منهم أمين الفصل وامين مساعد الفصل).
يتم بعد ذلك اختيار اتحاد طلاب المدرسة على النحور التالي:
يتم اختيار من امناء الفصول وامناء مساعدين الفصول أمين المدرسة وامين مساعد المدرسة عن طريق الاقتراع السري المباشر كانتخابات الفصل ويكون جميع امناء الفصول وامناء مساعدين الفصول اتحاد طلاب المدرسة ويكون أمين اتحاد طلاب المدرسة وامين ومساعد اتحاد طلاب المدرسة وال5 مقررين للأنشطة الخمس رياضي ثقافي اجتماعي فني علمي مجلس اتحاد طلاب المدرسة ويختص بوضع السياسة العامة للنشاط داخل المدرسة مكون من (سبع امناء للفصول خمس منهم امناء اللجان على مستوى المدرسة وامين المدرسة وامين مساعد المدرسة).
وعند تلك المرحلة يتوقف اتحاد طلاب المدارس الابتدائية.
تقوم عادة الإدارة التعليمية التابعة لها المدرسة بتوجيه نشرة توزع على مكاتب التربية الاجتماعبة - وهي إدارة داخل المدرسة بها موظفين مسئولين عن الاشراف على عملية النشاط المدرسي - للمدارس التابعة لها بالإعلان عن ثلاث مواعيد:
1- موعد لقاء التعارف.
وفي هذا اليوم يجتمع امناء اتحاد طلاب المدارس على مستوى الإدارة للتعارف والنقاش وتقديم طلبات الترشيح لمجلس اتحاد الطلاب على مستوى الإدارة التعليمية.
2- موعد انتخابات اتحاد طلاب الإدارة التعليمية.
في هذا اليوم تقوم الإدارة بعرض المرشحين على اتحاد طلاب الإدارة (جميع امناء اتحاد طلاب المدارس) لانتخاب مجلس اتحاد طلاب الإدارة (الامين والامين والمساعد وامناء اللجان الخمس).
3- موعد مؤتمر وضع الخطة.
وفي هذا اليوم يوم مجلس اتحاد طلاب الإدارة بإدارة اجتماعه السانوي لوضع الخطة مع اتحاد طلاب الإدارة وتقوم فيه كل لجنة بوضع خطة وفي النهاية يتم عرض الخطط الموضوعة على المجلس ليقر خطة عامة لإتحاد طلاب الإدارة التعليمية لهذا العام.
عند هذه المرحلة يتوقف اتحاد الطلاب بالنسبة للمدارس الاعدادية.
وتكون المرحلة القادمة متاحة فقط للمرحلة الثانوية بجميع أنواعها (عامة - صناعية - فنية - فندقية - بريد....)
ويتم في هذه المرحلة بطريقة مشابهة للطرق السابقة اختيار مجلس للمحافظة ومن ثم مجلس على مستوى الجمهورية لطلاب المدارس.
ولكن في بعض المحافظات لا يوجد اتحاد طلاب للمحافظة كالمحافظات الكبيرة كالقاهرة والإسكندرية.. فتمثل الادارات بها على مستوى الجمهورية مباشرةً عن طريق اللجنة التنسيقية للمحافطة لاختيار ممثليها.
الاتحادات الطلابية في الجامعات
الاتحادات الطلابية في الجامعات تختلف تماماً عن الاتحادات الطلابية المدرسية...
فيتكون اتحاد طلاب الكلية عن طريق انتخاب طالبين من كل فرقة دراسة لكل لجنة من لجان اتحاد الطلاب..
وهي: اللجنة الرياضية
اللجنة الاجتماعية
اللجنة الفنية
اللجنة الثقافية
اللجنة العلمية والتكنلوجية
لجنة الاسر
لجنة الجوالة
فتتكون كل لجنة من طالبين من كل فرقة دراسية وعلى افتراض ان الكلية اربع سنوات دراسة فتتكون اللجنة الواحدة من ثماني أعضاء..
يتم انتخاب من كل لجنة أمين لها وامين مساعد لها..
ويتم اختار من امناء اللجان وامناء مساعدين اللجان أمين اتحاد طلاب الكلية وامين مساعد اتحاد طلاب الكلية.
يتكون اتحاد طلاب الكلية من جميع أعضاء اللجان.
يتكون مجلس اتحاد طلاب الكلية من امناء اللجان وامناء مساعدين اللجان برئاسة أمين الاتحاد وامين مساعد الاتحاد...
كذلك يوجد اتحاد طلاب الجامعة فيوجد ما سيمى بالجنة العليا وامينها «امين لجنة كذا العليا» وهي اللجنة التي تكون على مستوى الجامعة
فيكونوا مجلس اتحاد طلاب جامعة وبالطبع يتم اختيار أمين اتحاد طلاب جامعة كذلك أمين مساعد اتحاد طلاب جامعة...
وكان يوجد في اللائحة الطلابية قبل التعديل الأخير اتحاد طلاب للجامعات المصرية ولكنه الغي في التعديل السابق.

## أنشطة حالية
حركات الطلاب الحديثة تختلف من حيث الموضوع، الحجم، النجاح..الخ. فقد يكون الطلبة من المرحلة الثانوية، الجامعية، أو الدراسات العليا. بالإضافة إلى أن الحركات تضم جميع الأعراق، بخلفيات اقتصادية واجتماعية مختلفة، ووجهات نظر سياسية متنوعة. أكثر القضايا شعبية تضم حقوق الطلاب، الإنفاق على المدارس، مناهضة العنصرية في التعليم، الوقوف مع نضال العمال العاملين في المدارس والجامعات، وغيرها من القضايا.